# Bassoncourt
Bassoncourt település Franciaországban, Haute-Marne megyében. Lakosainak száma 63 fő (2022. január 1.). Bassoncourt Val-de-Meuse, Breuvannes-en-Bassigny, Choiseul és Daillecourt községekkel határos.

## Népesség
A település népességének változása:
| Lakosok száma | 119  | 101  | 77   | 70   | 67   | 70   | 67   | 64   | 64   | 63   |
|               | 1968 | 1982 | 1990 | 2006 | 2013 | 2015 | 2017 | 2019 | 2020 | 2022 |